# Deutscher Nationalpreis für Buch und Film
Der Deutsche Nationalpreis für Buch und Film war ab 1934 die höchste Auszeichnung des NS-Regimes für Autoren und Filmschaffende. Er war als Gegenstück zum Nobelpreis für Literatur gedacht, den Deutsche nicht mehr annehmen durften. Dementsprechend wurden lediglich ein Autor und ein Filmschaffender pro Jahr geehrt. Er bestand aus zwei Teilpreisen, dem Nationalen Buchpreis (auch Stefan-George-Preis) und dem Nationalen Filmpreis.
Der mit 12.000 Reichsmark (in heutiger Kaufkraft rund 67.000 €) dotierte Preis war Teil der Propaganda der Nationalsozialisten und wurde nur an regimetreue Persönlichkeiten verliehen. Die Verleihung fand jährlich im Rahmen der Feierlichkeiten zum „nationalen Feiertag des deutschen Volkes“ am 1. Mai auf einer Festsitzung der Reichskulturkammer statt.
Ausgezeichnet werden durften nur Deutsche und nur solche Werke, die bereits erschienen waren. Stifter war 1933 das Reichsministerium für Volksaufklärung und Propaganda. Die fünfköpfige Jury wurde vom Reichsminister für Volksaufklärung und Propaganda Joseph Goebbels ernannt.
Ab dem Kriegsbeginn wurde der Preis nicht mehr vergeben.

## Preisträger Nationaler Buchpreis
zusätzlicher Name Stefan George-Preis
- 1933/34: Richard Euringer für „Deutsche Passion“
- 1934/35: Eberhard Wolfgang Möller für „Berufung der jungen Zeit“ und „Die Briefe der Gefallenen“
- 1935/36: Gerhard Schumann für „Wir aber sind das Korn“
- 1936/37: Friedrich Bethge für „Marsch der Veteranen“
- 1937/38: das Gedichtbuch der österreichischen Hitlerjugend, herausgegeben von Baldur von Schirach (das Preisgeld wurde auf 200.000 RM erhöht, die zum Bau einer Jugendherberge dienen sollten)
- 1938/39: Bruno Brehm für seine Österreich-Trilogie

## Preisträger Nationaler Filmpreis
- 1933/34: Gustav Ucicky für „Flüchtlinge“
- 1934/35: Leni Riefenstahl für „Triumph des Willens“
- 1935/36: Carl Froelich für „Traumulus“
- 1936/37: Veit Harlan für „Der Herrscher“
- 1937/38: Leni Riefenstahl für „Olympia – Fest der Völker, Fest der Schönheit“
- 1938/39: Carl Froelich für „Heimat“

## Notizen
1. ↑  Nicht zu verwechseln mit einem "Stefan-George-Preis" für junge Übersetzer frankophoner Literatur ins Deutsche, um das Jahr 2000. Gestiftet vom "Conseil International de la langue française". Dotierung 2.500 €. Hier die Verleihung 2004